# Internationale Filmfestspiele Berlin 1953
Die Internationalen Filmfestspiele Berlin 1953 fanden vom 18. Juni bis 28. Juni 1953 statt.

## Zusammenfassung
Zum ersten Mal wurden sich die internationalen Besucher des Festivals bewusst, an was für einen weltpolitisch spannungsreichen Ort es stattfindet: Einen Tag, bevor die Berlinale feierlich eröffnet werden sollte, kam es im Ostteil der Stadt zum Arbeiteraufstand. Das Festival wurde nicht abgesagt, doch ein Schatten lag von Beginn an über dem Fest. 20 Prozent der Sitzplätze in den Kinos waren für Besucher aus Ost-Berlin reserviert gewesen, die jetzt durch Absperrungen an der Sektorengrenze am Besuch des Festivals gehindert wurden. Einige Stars aus den USA sagten ihren Besuch kurzfristig ab, ansonsten blieben am Ende die finanziellen Einbußen die einzige negative Auswirkung der politischen Krise auf das Festival.
Vor Beginn der Berlinale hatte es schon Streit um das Geld gegeben: Im Dezember 1952 beschloss der Berliner Senat empfindliche Kürzungen im Etat der Filmfestspiele. Der Finanzsenator kritisierte die Geschäftsführung der Filmfestspiele und befristete den Vertrag des Festivalleiters Alfred Bauer entgegen vorherigen Absprachen. Bauer fasste dies als Affront auf und trat zurück. Erst zähe Vermittlungsgespräche führten zu einer Rücknahme der meisten Kürzungspläne, woraufhin auch Bauer seine Kündigung wieder zurückzog.
Einer der Stars des Festivals war Gary Cooper, der sich vor der Presse kritisch zum antikommunistischen Senator Joseph McCarthy äußerte, Kritik, die zu diesem historischen Zeitpunkt in Berlin zwiespältig aufgenommen wurde. Über die Siegerfilme wurde zum zweiten Mal allein durch eine Publikumswahl entschieden. Der Goldene Bär ging an Lohn der Angst (Le salaire de la peur) von Henri-Georges Clouzot, eine Entscheidung, die allgemein begrüßt wurde. Jacques Tatis skurrile Komödie Die Ferien des Monsieur Hulot (Les vacances de Monsieur Hulot) fand viel Beachtung, konnte aber keinen Preis erringen. Zum dritten Mal in Folge fielen die deutschen Festivalbeiträge bei Publikum und Presse durch.

## Wettbewerb
Der Siegerfilm ist orange unterlegt.
| Filmtitel                       | Originaltitel                  | Regisseur               | Produktionsland         | Darsteller (Auswahl)                             |
| The Boy Kumasenu                |                                | Sean Graham             | Ghana                   | Nortey Engmann, Frank Tamakloe, Oku Ampofo       |
| Dort wo die Schornsteine stehen | Entotsu no mieru basho         | Heinosuke Gosho         | Japan                   | Ken Uehara, Kinuyo Tanaka, Hiroshi Akutagawa     |
| Die Ferien des Monsieur Hulot   | Les vacances de Monsieur Hulot | Jacques Tati            | Frankreich              | Jacques Tati, Nathalie Pascaud, Micheline Rolla  |
| Das grüne Geheimnis             | Magia verde                    | Gian Gaspare Napolitano | Italien, Brasilien      | Dokumentarfilm                                   |
| Ein Herz spielt falsch          |                                | Rudolf Jugert           | Deutschland             | O. W. Fischer, Ruth Leuwerik, Gertrud Kückelmann |
| Der Kampf der Tertia            |                                | Erik Ode                | Deutschland             | Brigitte Rau, Wolfgang Jansen, Horst Köppen      |
| Das Lied vom Verrat             | Processo alla città            | Luigi Zampa             | Italien                 | Amedeo Nazarri, Silvana Pampanini, Paolo Stoppa  |
| Lohn der Angst                  | Le salaire de la peur          | Henri-Georges Clouzot   | Frankreich, Italien     | Yves Montand, Charles Vanel, Folco Lulli         |
| Ein Mann auf dem Drahtseil      | Man on a Tightrope             | Elia Kazan              | USA                     | Fredric March, Terry Moore, Gloria Grahame       |
| Sie fanden eine Heimat          | Unser Dorf                     | Leopold Lindtberg       | Großbritannien, Schweiz | John Justin, Eva Dahlbeck, Sigfrit Steiner       |

## Preisträger
Goldener Bär
- Lohn der Angst

Silberner Bär
- Das grüne Geheimnis

Bronzener Bär
- Sie fanden eine Heimat

Sonderpreis des Senats von Berlin
- Dort wo die Schornsteine stehen (Entotsu no mieru basho)
- Das Lied vom Verrat (Processo alla città)
- Der Mann auf dem Drahtseil (Man on a Tightrope)